# Bunitinho
Diego de Farias Pinto (Rio de Janeiro, 1983 — Rio de Janeiro, 5 de dezembro de 2019), mais conhecido como Bunitinho, foi um comediante, humorista e influenciador digital brasileiro. Começou a ficar famoso nas redes sociais em 2018. Tinha 400 mil seguidores no Instagram e quase 100 mil inscritos no YouTube.  Diego participou de programas de TV,  como o Balanço Geral, da RecordTV e programa de rádio na FM O Dia. 

## Morte
O humorista foi morto em uma operação do Batalhão de Operações Policiais Especiais (Bope) em um baile funk no Morro do Dendê, enquanto participava do mesmo. 